# 腰掛 (江戸幕府)
腰掛（こしかけ）は、江戸幕府の設備の1つ。幕府に出訴した者たちが待機するための控え所で、評定所や町奉行所などの現代でいう裁判所施設の敷地内や門前にあった。
南北江戸町奉行所の腰掛は94坪。評定所の腰掛は明和6年（1769年）に火災で消失した後、再建された際に内腰掛と外腰掛が設けられた。

## 役割
江戸時代には、裁判のために江戸に来た人を宿泊させ、その訴訟の手伝いや助言をした公事宿があった。腰掛には公事宿の者達が常時詰めており、奉行から訴訟相手への差紙が下付されると、飛脚を仕立てて相手先へ送付した。
審理が行われるさいには腰掛から公事宿に出頭の差紙が届けられ、これを受けて公事宿に逗留している訴訟人が宿の主人とともに出頭して、腰掛で呼び出しを待った。
腰掛で待つ訴人に対して、「公事茶屋」と呼ばれた、お茶や茶漬け、敷物、草履、筆紙などを商う者たちがいた。この公事茶屋も、公事師や公事宿の者と同様、裁判業務に通じていて、訴人に助言をした。公事茶屋は株営業で、冥加として奉行所や腰掛の草取り、掃除などの雑用のほか、腰掛に控えている者の白洲への呼び込みや、差紙を公事宿に届ける使いもした。

## 廃止
明治時代になると、明治政府は司法制度の近代化を目指した。代言人制度を創出した一方で、公事宿の者は出廷を禁止され、腰掛茶屋も廃止された。